# Lo que nunca muere
Lo que nunca muere és una pel·lícula espanyola dels gèneres bèl·lic i dramàtic estrenada el 13 de gener de 1955 dirigida per Juli Salvador i Valls amb un guió basat en un serial radiofònic de Guillermo Sautier Casaseca. És coneguda perquè cap a la fi del rodatge va morir en un accident una de les seves protagonistes, Mercedes de la Aldea Pérez.

## Sinopsi
Després de la guerra civil espanyola un militar del servei d'informació ha de neutralitzar una agents soviètics, un dels quals és el seu germà, un dels nens de Rússia, que volen sabotejar un embassament que el govern espanyol està construint al Marroc.

## Repartiment
- Conrado San Martín - Carlos
- Vira Silenti - Nita
- Mercedes de la Aldea - Marcela
- Marion Mitchell - Margarita
- Gérard Tichy - Pierre
- Eduardo de la Cueva - Alex